# Marktkirche Unser Lieben Frauen

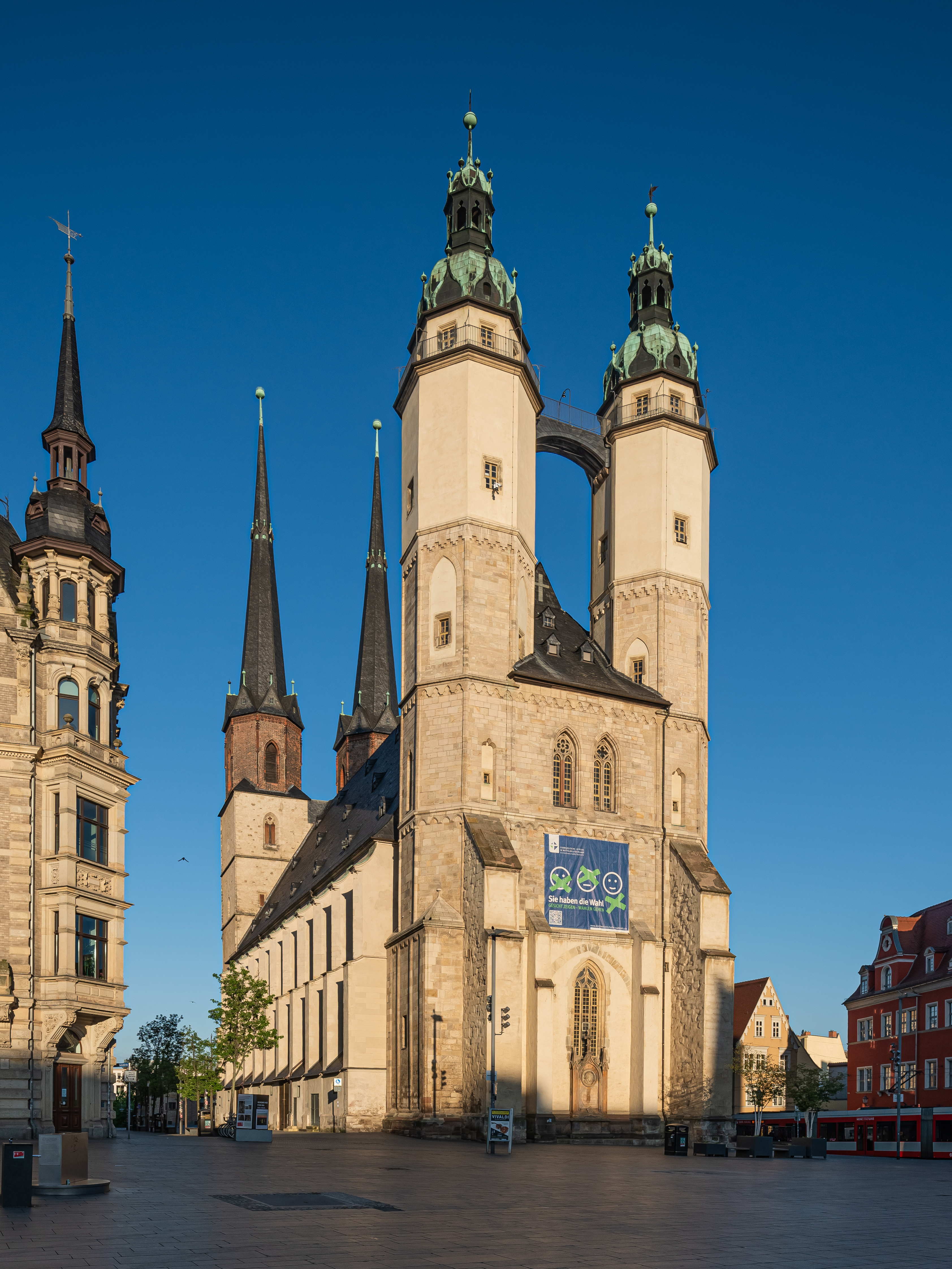
Marienkirche Halle, vom Marktplatz aus gesehen

Die Marktkirche Unser Lieben Frauen, auch Marienkirche genannt, ist die jüngste der mittelalterlichen Kirchen der Stadt Halle (Saale) und zählt zu den bedeutendsten Bauten der Spätgotik aus der Zeit der Renaissance in Mitteldeutschland. Ihre vier Türme bilden zusammen mit dem Roten Turm das Wahrzeichen der Saalestadt, der Stadt der fünf Türme. Die Kirche feierte im Jahre 2004 ihren 450-jährigen Einweihungsgottesdienst.

## Geschichte
Die Marktkirche entstand zwischen 1529 und 1554 aus den jahrhundertealten Vorgängerkirchen St. Gertruden und St. Marien. Die westlich gelegene Gertrudenkirche stammte aus dem 11. Jahrhundert und war die Kirche der Salzwirker im Tal zu Halle, der Gegend um den heutigen Hallmarkt. Die östliche Marienkirche aus dem 12. Jahrhundert war die Pfarrkirche der Kaufleute und Handwerker der Bergstadt, der höher gelegenen Straßen um den Marktplatz.

### Entstehungsgeschichte

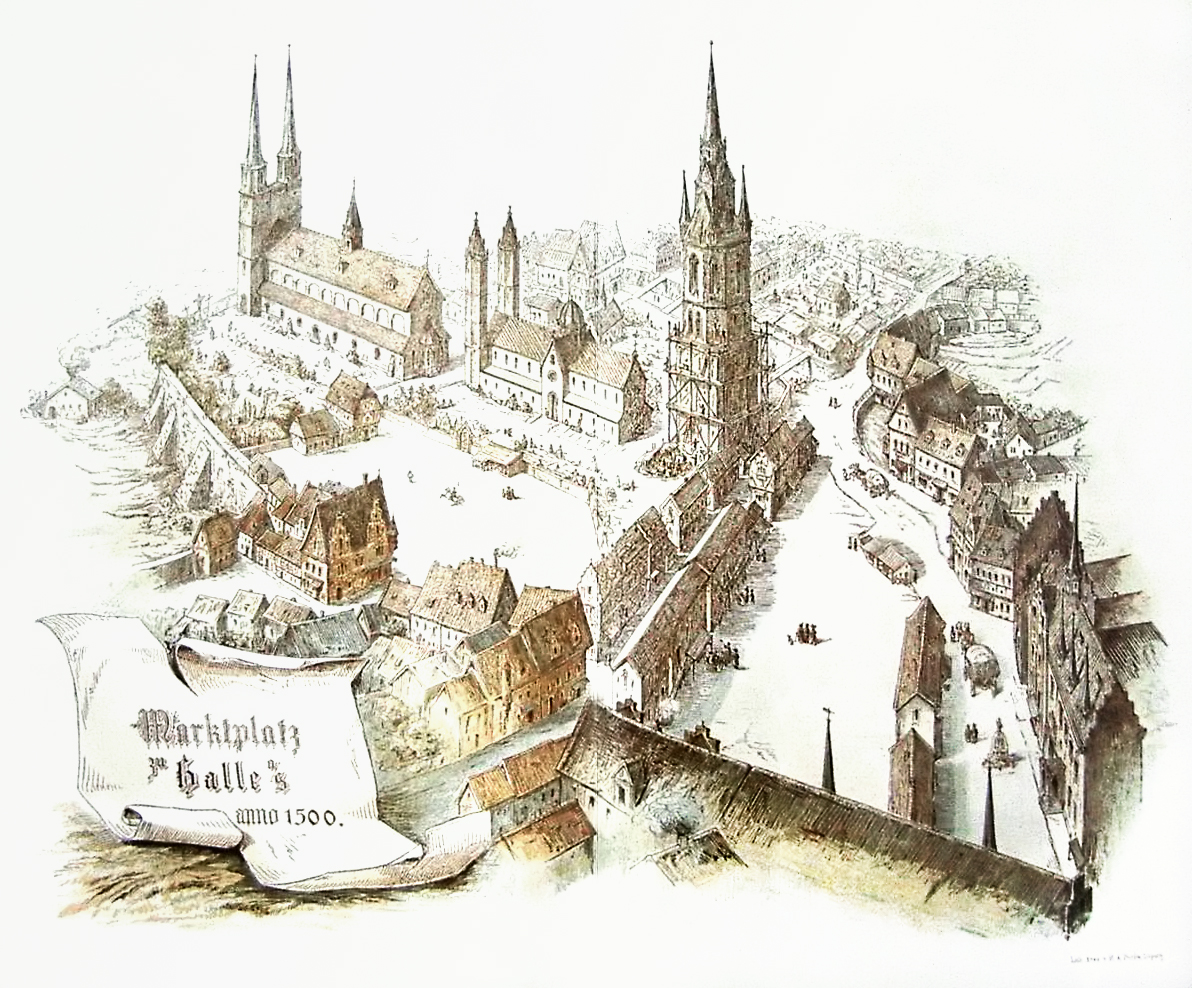
Halle um 1500, mit der Gertrudenkirche und der Marienkirche vor ihrem Abriss – Rekonstruiertes Bild des Marktplatzes nach G. F. Hertzberg von 1889

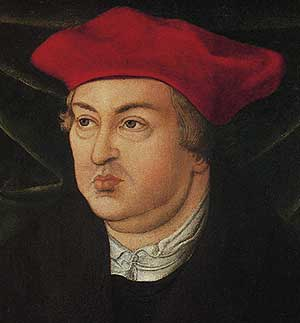
Albrecht von Brandenburg, Porträt von
Lucas Cranach d. Ä.

Der Landesherr der Stadt Halle, Kardinal Albrecht von Brandenburg, Magdeburger Erzbischof und Kurfürst von Mainz, benötigte für seine Residenzstadt Halle eine repräsentative Kirche an zentraler Stelle, die seinen Vorstellungen entsprach. Der Kardinal und die katholischen Gläubigen des Rates wollten auch die zunehmend reformatorischen Einflüsse zurückdrängen, da mit der Neuerrichtung unter dem alleinigen Fortbestand des Marienpatroziniums weitaus prächtigere Messen und Gottesdienste gefeiert werden konnten. Am Pfingstmontag, dem 17. Mai 1529, kamen auf seine Anregung die erzbischöflichen Räte, der Magistrat der Stadt und die Kirchenpfarrer auf dem Markt zusammen und beschlossen nach ausgiebiger Beratung, die beiden Pfarrkirchen bis auf die beiden Turmpaare abzureißen. An gleicher Stelle sollten die vier Türme mit einem einzigen Kirchenschiff verbunden werden. Mit der Zusammenlegung der beiden Marktpfarrkirchen wurde gleichzeitig beschlossen, die beiden die Kirchen umgebenden Friedhöfe zu schließen. Man wählte als neuen Bestattungsort den vor der Stadt gelegenen Martinsberg und errichtete dort den Stadtgottesacker. Er ist noch heute zu besichtigen und gilt als ein Meisterwerk der Renaissance.

### Baugeschichte
Im Zeitraum 1529 bis 1530 brach man die alten Kirchenschiffe ab. Erhalten blieben nur die Blauen Türme von St. Gertruden aus der Zeit um 1400 mit Spitzhelmen, die zwischen 1507 und 1513 aufgesetzt wurden, und an der Ostseite die Hausmannstürme von St. Marien mit spätromanischen Untergeschossen und Renaissanceaufsätzen von 1551 bis 1554, die durch eine Brücke für den Türmer miteinander verbunden wurden. Er musste durch Läuten der Glocken in den Hausmannstürmen die Stadt vor Feuer und Gefahr warnen. Seine Hausmannsstube kann man zu bestimmten Anlässen besichtigen. Auf der Brücke geben heute, vor allem zur Weihnachtszeit, kleine Bläserkapellen Konzerte für die Marktbesucher und Touristen.

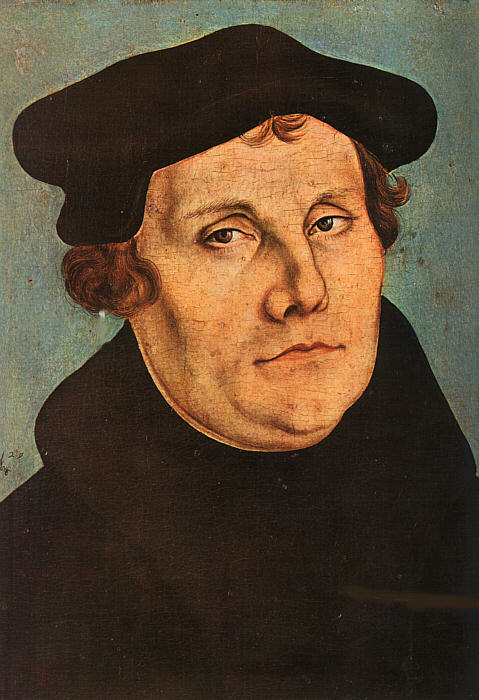
Martin Luther, Porträt von
Lucas Cranach d. Ä., 1529

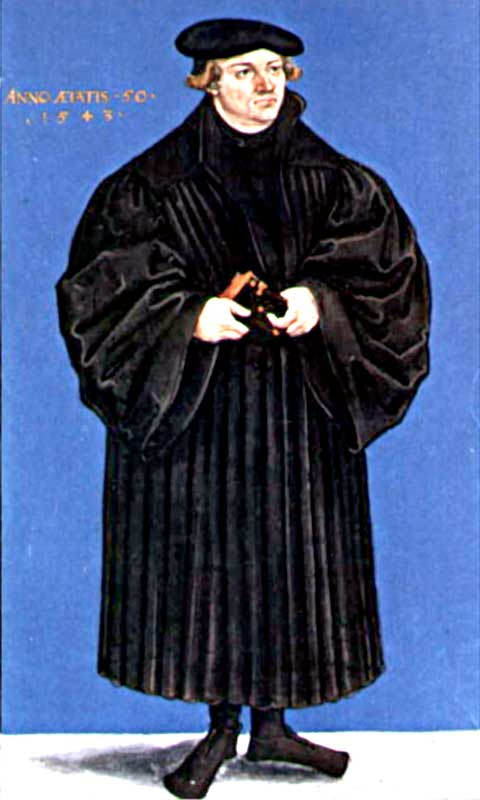
Justus Jonas im Cranach-Stammbuch 1543

Die zwischen die Turmpaare eingebaute neue Kirche, die im Jahr 1537 geweiht wurde, ist der letzte große Hallenbau der obersächsischen Spätgotik und gehört zu den herausragenden Architekturleistungen jener Epoche in Mitteldeutschland. Den Entwurf lieferte der Ratsbaumeister Caspar Krafft. Nach dessen Tod 1540 übernahm sein Nachfolger Nickel Hoffmann die Fertigstellung der westlichen Hallenhälfte und der Emporen. Die Bauzeit gliederte sich in zwei Abschnitte, von 1530 bis 1539 und mit kurzer Unterbrechung von 1542 bis 1554. Das Ende der Bauzeit zeigt eine Inschrift an der südlichen Empore: „DVRCH GOTES HVLF HAB ICH NICKEL HOFMAN DISEN BAW IM 1554 VOLENDET“. Aus der Ergänzung 1679 einer Chronik von 1554 ist zu schließen, dass der Einweihungsgottesdienst der Marktkirche vom damals Eisfelder und früher Hallensischen Superintendenten Justus Jonas gehalten wurde. Er ist in einer Widmung genannt, die den entsprechenden Text der Torgauer Schlosskapelle von 1544 zitiert.
Die Marktkirche, die zur Abwehr der sich ausbreitenden reformatorischen Gesinnung begonnen wurde, war der Ort, von deren Kanzel Justus Jonas mit seiner Karfreitagspredigt 1541 die Reformation offiziell in Halle einführte. Die Gottesdienste mussten teilweise unter freien Himmel gefeiert werden, da zu dieser Zeit die Baumaßnahmen nur am östlichen Kirchenschiff beendet waren. Im selben Jahr verließ auch Kardinal Albrecht die Stadt für immer, nachdem sich die Stände bereit erklärt hatten, seinen riesigen Schuldenberg zu übernehmen. In der Marktkirche erfolgte auch 1546 Luthers Aufbahrung während des Leichenzuges von Eisleben nach Wittenberg. Luther selbst predigte in der Marktkirche in den Jahren 1545 und 1546 dreimal. Es ist überliefert, dass, als er noch kurz vor seinem Tod das heilige Abendmahl in der Marktkirche verwaltete, er etwas aus dem Abendmahlskelch verschüttete. Daraufhin ging Luther auf die Knie und nahm den Abendmahlswein, der nach lutherischer Lehre das wahre Blut Christi ist, mit dem Mund vom Teppich auf. Zur Erinnerung an die Reformation und den großen Reformator gibt es seit Mai 2006 im Untergeschoss der Blauen Türme ein kleines Luthermuseum. Dort waren unter anderem die am 19. Februar 1546 von ihm angefertigte Totenmaske und die Abdrücke seiner Hände besichtigen. Die Totenmaske befindet sich seit der Renovierung gesondert in der alten Sakristei.
In den Jahren 1840 und 1841 wurde der Altarplatz nach den Plänen von August Stapel und Karl Friedrich Schinkel umgestaltet. Dafür schuf der Historienmaler Julius Hübner ein neues Altargemälde zum Bergpredigttext „Schaut die Lilien“.
Die Marktkirche hat in ihrer Geschichte keine dauerhaften Veränderungen in ihrer äußeren und inneren Gestalt erfahren. Bei dem Bombenangriff auf das hallesche Stadtzentrum kurz vor Kriegsende am 31. März 1945 wurde sie jedoch schwer beschädigt. Eine Bombe schlug zwischen nördlichem Hausmannsturm und Langschiff ein und riss den zweiten Pfeiler der nördlichen Reihe weg, wodurch ein Teil des Gewölbes einstürzte. Dabei wurde die Bronzefünte von Meister Ludolf beschädigt. Der Artilleriebeschuss am 16. April 1945 führte zum Herausbrechen des Maßwerkfensters an der Westfront hinter der Hauptorgel und zur Beschädigung der Hauben der Hausmannstürme und des Kirchendaches. Die Wiederherstellungsarbeiten dauerten von Januar 1946 bis Anfang 1948. Eine notwendige Generalsanierung erfolgte nach 1967, als durch eine geplatzte Fernwärmeleitung der Kirchenheizung der gesamte Innenraum und die Ausstattung schwer beschädigt wurden. Die folgende Sanierung in den Jahren 1968 bis 1983 war eine der großen denkmalpflegerischen Instandsetzungen und Restaurierungen der DDR. Die Arbeiten erfolgten unter Leitung des Instituts für Denkmalpflege. Man entschied sich, das Erscheinungsbild des 16. Jahrhunderts weitestgehend wiederherzustellen. So kam auch der ursprüngliche Wandelaltar an seinen alten Platz, und Hübners Altarbild wurde vor der Sakristei angebracht.

### Umfassende Renovierung mit Nutzungserweiterung ab um 2015
Die in Halle wohnende Architektin Claudia Cappeller hat in enger Zusammenarbeit mit dem Denkmalschutzamt, dem Gemeindekirchenrat und der Pfarrerin Simone Carstens-Klant ein Modell ausgearbeitet, um die im Zentrum der Stadt stehende Kirche für mehr Menschen zu öffnen und attraktiver zu machen. Nach dem genehmigten Konzept erfolgt nun in kleinen Schritten die Umsetzung:
Zunächst wurde das Kirchengebäude grundlegend baulich saniert, dann folgten die Reinigung der Mauern innen und außen, die Herrichtung und teilweise Umnutzung der kleinen dem Kirchenbau vorgelagerten Betstübchen, Erneuerung der Innenfarbgestaltung, Austausch der Kirchenbeleuchtung gegen moderne LED-Elemente in polierten Stahlzylindern, die in ihrer Form und Farbe Orgelpfeifen nachgestaltet sind, Umbau der zwei historischen Ratslogen unter der Orgel dergestalt, dass sie mit wenigen Handgriffen zu Ausstellungsflächen umgerüstet werden können. Unter dem Kirchenfußboden wurden eine Fußbodenheizung und Hörschleifen für schwerhörige Menschen installiert.
Zur künftigen Nutzung gehören – natürlich neben allen kirchlichen Zwecken – Kinovorführungen, Multimediashows, Theaterauftritte, Ausstellungen, Lesungen usw. Nach dem Willen der Verantwortlichen soll mit diesen Angeboten gezeigt werden, „was  Kirche heute kann“ und damit wieder mehr Menschen auch außerhalb der rund 3000 Mitglieder umfassenden Kirchengemeinde erreichen.

### Marienbibliothek
Zur Marktkirche gehört auch die Marienbibliothek. Sie gilt als eine der ältesten und größten Kirchenbibliotheken in Deutschland. Die Marienbibliothek wurde von Sebastian Boetius, Oberpfarrer der Marktkirche, 1552 gegründet. Sie war bis zur Errichtung der halleschen Universitätsbibliothek 1694 die einzige öffentliche wissenschaftliche Bibliothek der Stadt.

### Marktkirchengemeinde
Zur evangelischen Gemeinde der Marktkirche, die durch den Zusammenschluss der Gertruden- und Mariengemeinde entstand, zählen seit Anfang der 1970er Jahre auch die Mitglieder der Ulrichs- und Moritzgemeinde und seit 2001 ebenfalls die der Georgengemeinde.

## Beschreibung

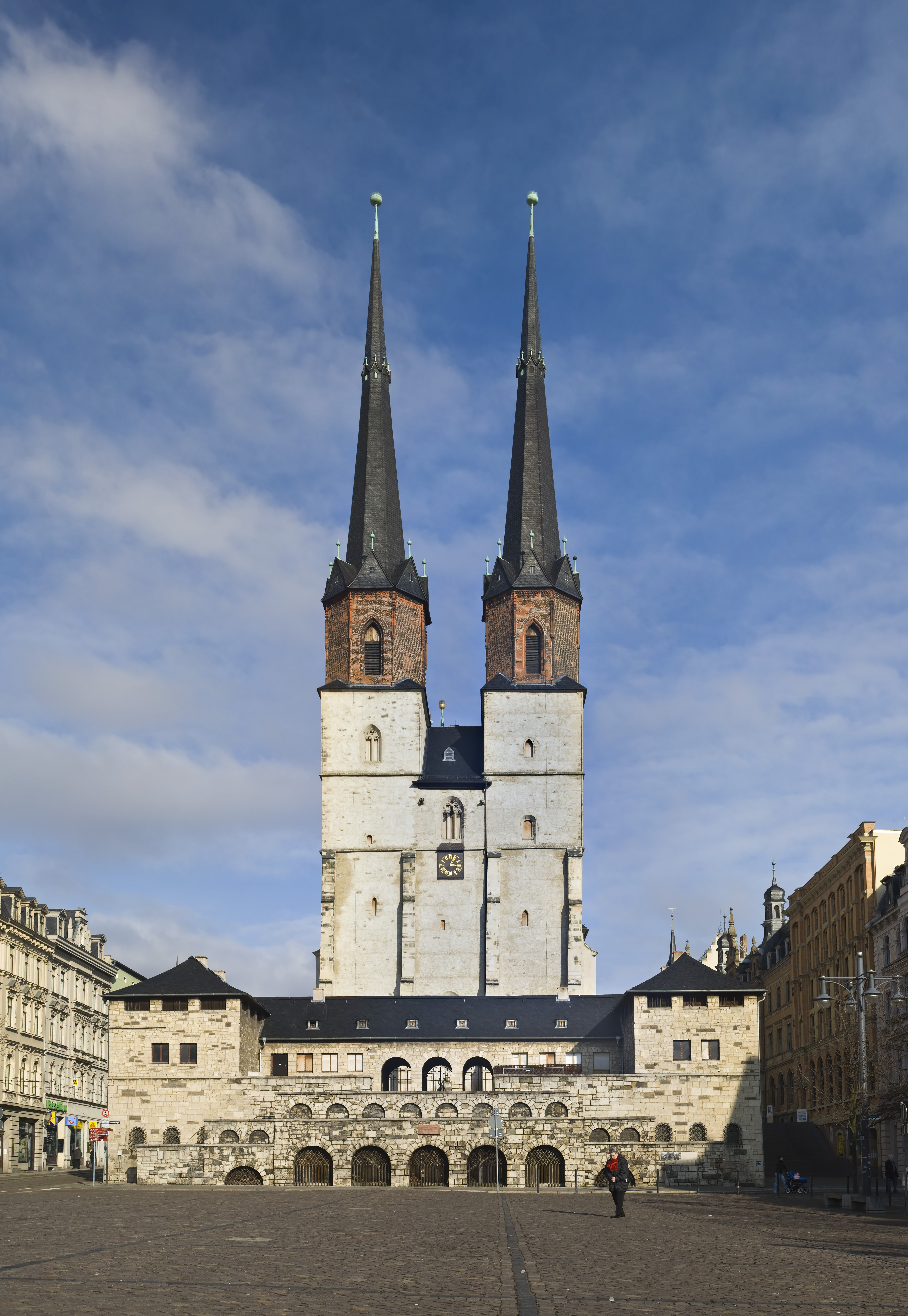
Westseite der Marienkirche, vom Hallmarkt aus gesehen

Im Vergleich zu den anderen Altstadtkirchen präsentiert sich die Marktkirche als überaus aufwändige Raumschöpfung. Unter den großen spätmittelalterlichen Kirchenbauten des sächsischen Raumes ist sie der letzte, der in vorreformatorischer Zeit begonnen wurde.

### Kirchenschiff und Türme
Die dreischiffige, chorlose gotische Kirche ist etwa 88 Meter lang und 24 Meter breit. Im Westen der Kirche stehen die sogenannten „Blauen Türme“ aus dem 14. und 15. Jahrhundert, welche 83 Meter hoch sind. Die quadratischen Turmschäfte sind aus schlichten Bruchsteinblöcken gemauert und besitzen achteckige Aufsätze aus Backsteinen mit hohen spitzen Helmen, die in den Jahren 1507 bis 1513 aufgesetzt wurden. Im Osten befinden sich die 62 Meter hohen Hausmannstürme. Deren Hauptteil stammt aus der Zeit um 1220 bis 1230 und ist romanischen Ursprungs. Sie sind aus Haustein gemauert. Darüber befinden sich achteckige verputzte Aufsätze mit Renaissancehauben, so genannte welsche Hauben, von 1551. Der Schall der Glocken der Hausmannstürme verkündete Gefahr für die Stadt, wovor ein Wächter, der „Hausmann“, durch Anschlagen der Glocken warnte.
Der Entwurf für den weiten Hallenraum mit auffallend breitem Mittelschiff stammt von Ratsbaumeister Caspar Crafft. Zwischen den zehn Joche langen und drei gleich hohen Schiffen öffnen sich schmale mit geometrischen Maßwerk gefüllte Fenster. Zehn Paar schlanke Achteckpfeiler tragen ein flaches tonnenartiges Netz- und Sternengewölbe, deren unterlegte Rippen aus den Pfeilern erwachsen, wobei sie zum Teil anfänglich frei durch die Luft geführt werden. Ein Meisterstück spätgotischer Steinmetzkunst ist der von Craffts Nachfolger, Nickel Hoffmann, geschaffene Abhängling in der Raummitte. Jeweils zwei Portale gleicher Form an den Längsseiten führen in das Innere der Kirche. Sie sind spitzbogig und reich mit Stabwerk geschmückt. Zwischen den Strebepfeilern, die den Außenbau in enger Folge gliedern, befinden sich separat betretbare kleine hölzerne Betstuben aus der zweiten Hälfte des 17. Jahrhunderts, die sich zum Innenraum logenartig öffnen.
Die erst nach der Einführung der Reformation in Halle (1541) eingebauten, das Raumbild stark prägenden Emporen von 1550 bis 1554 sind bemerkenswert mit Blick auf die Geschichte des frühen protestantischen Kirchenbaus. Sie zeigen bereits deutlich renaissancetypische Elemente. In den westlichen Ecken führen große steinerne Wendeltreppen mit freitragenden Holzspindeln zu den Emporen. Ein weiteres Emporengeschoss wurde erst 1698 hinzugefügt. Die Umwandlung eines spätmittelalterlichen Kultraumes zur Predigtkirche kommt auch in dem Schriftfries aus Bibelzitaten, Gedenkinschriften auf Luther und den halleschen Reformator Justus Jonas zur Geltung. In solchem Umfang und zudem völlig bildlos war bis dahin die architektonische Funktionalisierung von Schrift in Kirchenräumen nicht vorgekommen.
Der Raum in seiner einheitlichen Durchgestaltung und dem Verzicht auf einen gesonderten Chorraum gilt als einer der vollendetsten Räume der deutschen Spätgotik.

## Ausstattung

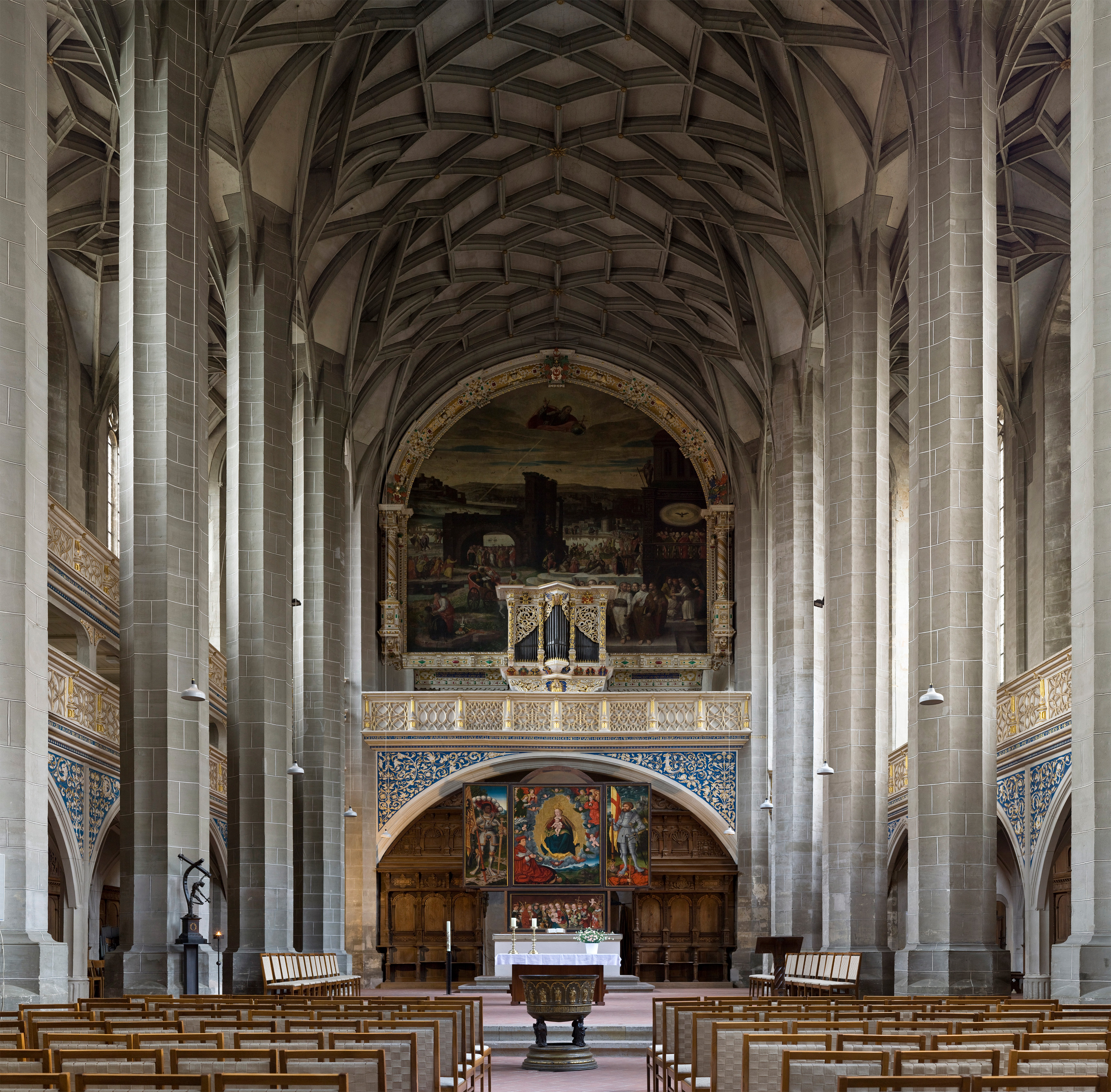
Innenraum der Marktkirche mit Reichel-Orgel

Zur Ausstattung der Marktkirche gehören hochrangige Werke vor allem des 15. und 16. Jahrhunderts.

### Hochaltar

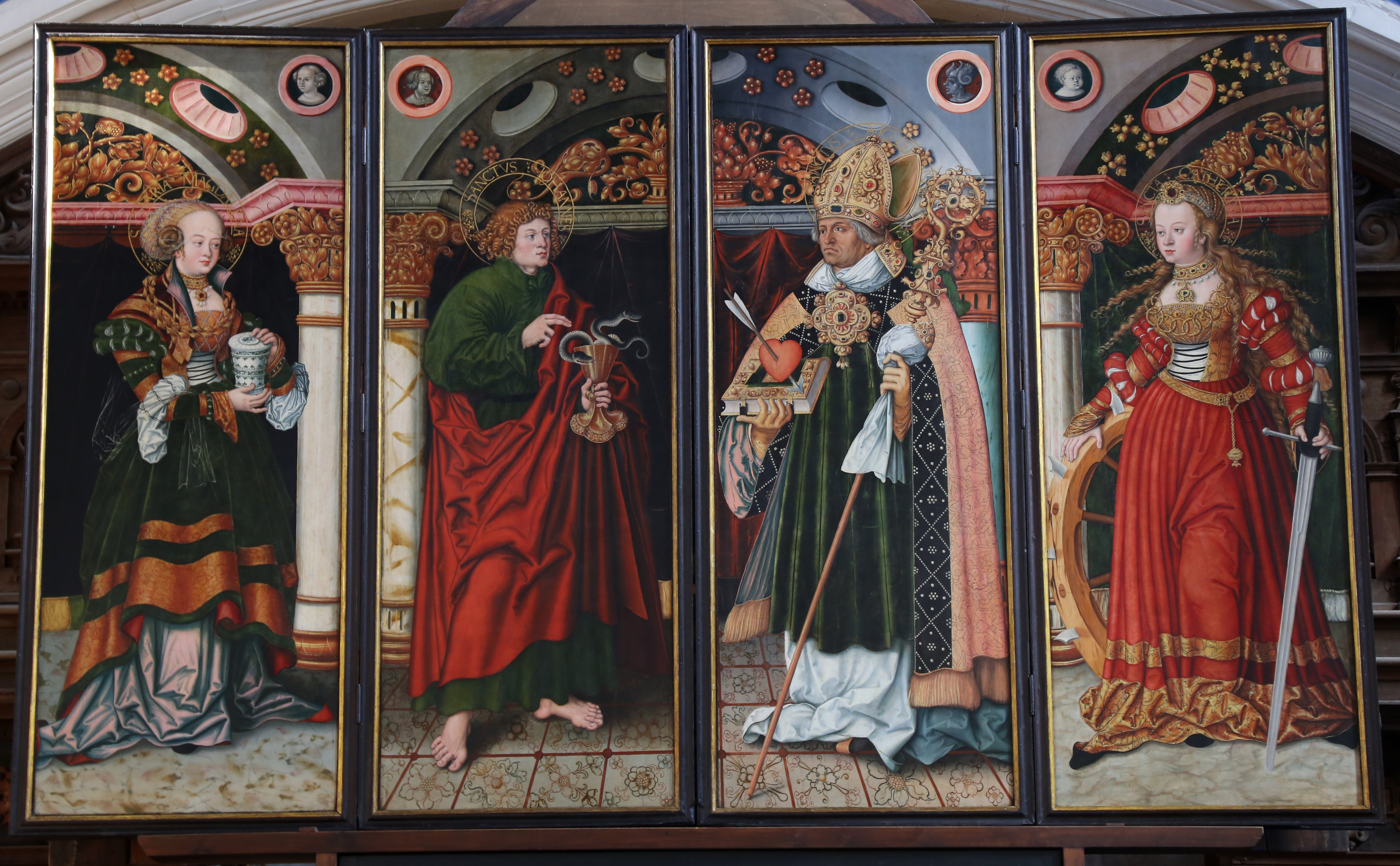
Flügelaltar

Die Marktkirche beherbergt einen großen hölzernen Flügelaltar aus dem Jahre 1529. Kardinal Albrecht gab ihn in Auftrag, Lucas Cranach der Ältere entwarf ihn, und Simon Franck, dessen Schüler, fertigte ihn an. Er besitzt vier bewegliche und zwei feste Flügel. Der vollständig geöffnete Altar zeigt den Stifter Kardinal Albrecht im Gebet kniend vor Maria, der Mutter Gottes mit ihrem Kind auf einer Mondsichel abgebildet. Rechts und links sind die Ritterheiligen Mauritius und Alexander zu sehen; der erste als Symbol der staatlichen Gewalt, der zweite als Symbol der kirchlichen Macht. Der halbgeöffnete Flügelaltar zeigt vier Heilige von links nach rechts: Maria Magdalena, Johannes (Evangelist), Augustinus von Hippo und Katharina von Alexandrien. Der vollständig geschlossene Flügelaltar zeigt von links nach rechts: Ursula von Köln, die Verkündigung an Maria und den Erasmus von Antiochia. Geschlossen oder geöffnet zeigt die Predella darunter die sogenannten Vierzehn Nothelfer, jeweils sieben links und rechts von Maria mit ihrem Kind.
Oberhalb des Flügelaltars bereichert ein großes Lünettengemälde des Halleschen Maler Heinrich Lichtenfels seit 1593 die ganze Ostwand. Das Bild ist inzwischen wegen der sich davor befindenden Reichel-Orgel nicht vollständig zu sehen. In einem geschnitzten, farbigen Rahmen werden auf diesem Gemälde Szenen aus der Apostelgeschichte gezeigt (vom Kirchenschiff aus betrachtet befindet sich hinter der Orgel im Zentrum des Gemäldes der gekreuzigte Jesus).
Im Vordergrund links steht ein Kruzifix, das der Metallgestalter Johann Peter Hinz geschaffen hat.

### Taufbecken
Das bronzene Taufbecken, das vor dem Altar aufgestellt ist, stammt vermutlich aus einer der Vorgängerkirchen. Laut Inschrift wurde es von Ludolf von Braunschweig und seinem Sohn Heinrich in Magdeburg im Jahr 1430 gegossen. Das runde Becken ruht auf vier Heiligenfiguren. An seinem Rand sind in rundbogigem Maßwerk Reliefs von Christus, Maria und den Aposteln zu sehen.
Ein kleines Kruzifix mit Maria und Johannes ist aus der Zeit um 1500 und stammt wahrscheinlich ebenfalls aus einer der Vorgängerbauten.

### Kanzel

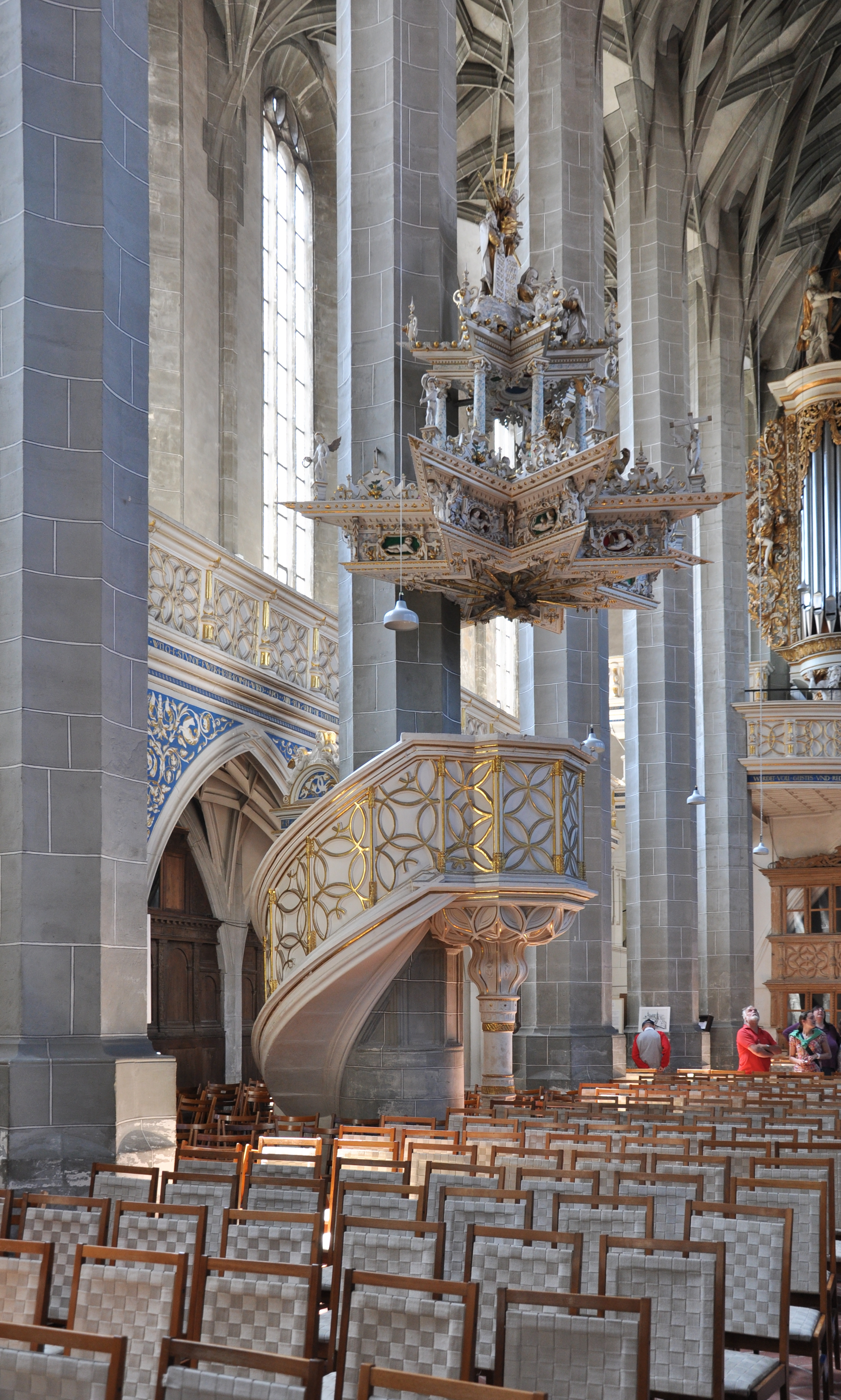
Kanzel

Die Kanzel aus Sandstein entstand 1541 werkeinheitlich mit einem der Pfeiler. Sie stammt aus der Werkstatt von Nickel Hoffmann. Eine erste Restaurierung erfolgte im Jahre 1666, die letzte im Jahre 1973. Sie ist in spätgotischen Formen gearbeitet, zeigt aber schon typische Details der Renaissance. Der hölzerne Schalldeckel von 1596 ist eine Leistung des Bildschnitzers Heinrich Heidenreitter und des Malers Heinrich Lichtenfelser. Er stellt einen in der Grundform achteckigen Stern dar, der kleine zweite darüber wird von acht Säulen getragen. Ganz oben zeigt sich die Verklärung Christi.

### Sonstiges
Zu den Kostbarkeiten der Kirche gehört das nur teilweise erhaltene, aus Eichenholz gearbeitete und mit Renaissance-Schnitzereien verzierte Gestühl. Es kam zwischen 1561 und 1595 aus der Werkstatt des Antonius Pauwa(e)rt in Ypern. Hinter dem Altar im Osten befindet sich das Brautgestühl von 1595, mit kräftig geschnitztem Beschlagwerk und Kartuschen.
Weitere Stücke, wie Türklopfer aus Bronze und ein Löwenkopf aus der Zeit um 1300, befinden sich im Kirchenarchiv.
Einen Kontrast zu den genannten Ausstattungsstücken bildet das links vor dem Altarraum an einem der Achteckpfeiler stehende Kruzifix aus schwarzem Eisen. Es wurde 1976 von dem Halberstädter Künstler Johann-Peter Hinz unter Verwendung eines Kreuzes aus dem 19. Jahrhundert geschaffen. Es zeigt den leidenden Christus, der sich trotz Qualen vom Kreuz losgerissen hat und die rechte Hand zur Versöhnung ausstreckt, so dass sich mit ihm selbst das Kreuz herunter biegt.
Bis in die 1930er Jahre befand sich in der Sakristei ein Luther in effigie, der wohl aus dem frühen 17. Jahrhundert stammte. Angeblich waren dessen wächsernes Gesicht und seine Hände nach Abgüssen von Gesicht und Händen des verstorbenen Reformators gebildet worden.

## Orgeln

### Hauptorgel

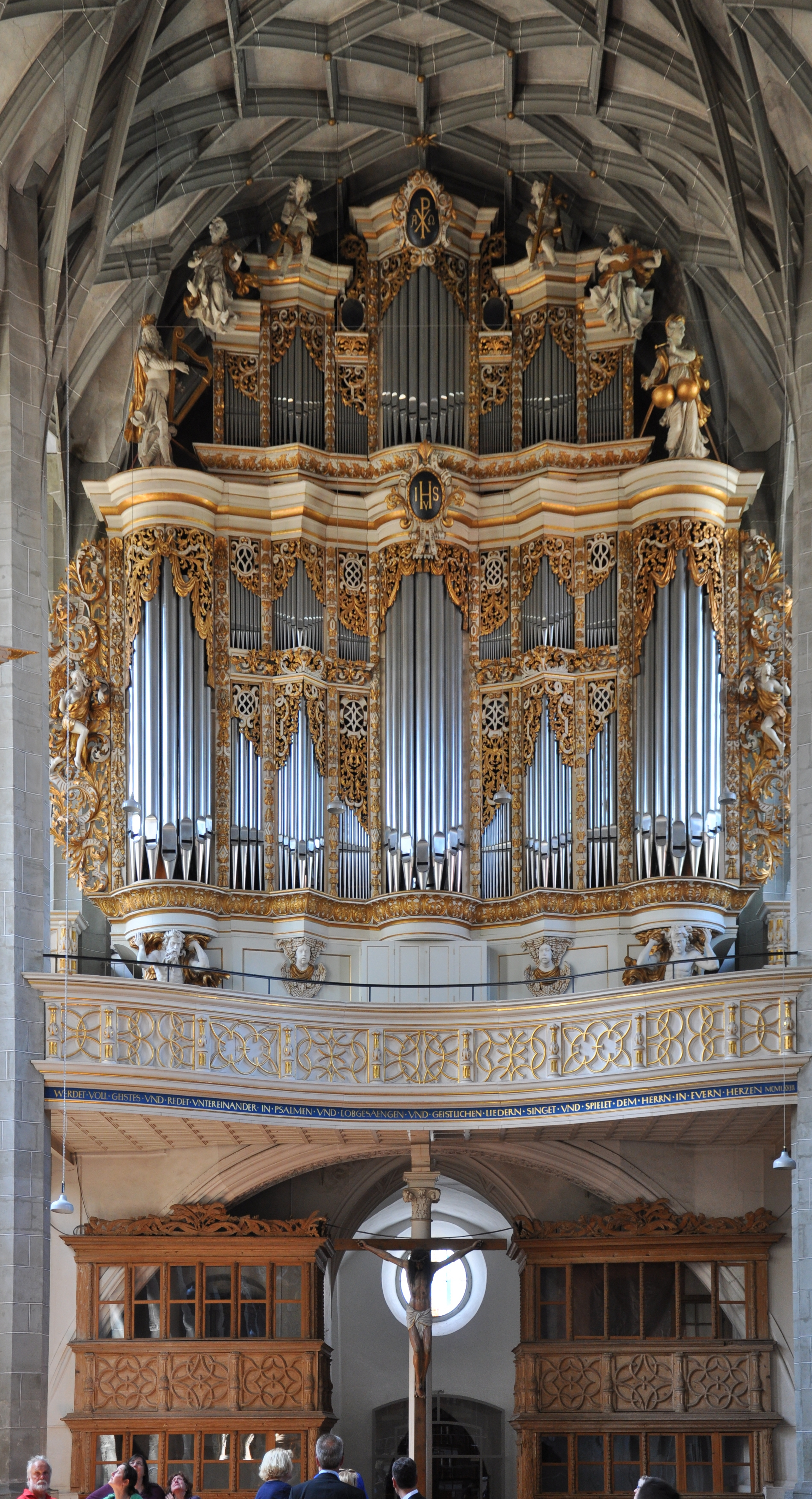
Hauptorgel

Christoph Cuntzius baute von 1712 bis 1716 auf der Westempore eine sehr große Orgel mit drei Manualen und 65 Registern, welche Johann Sebastian Bach, Johann Kuhnau und Christian Friedrich Rolle abnahmen. 1840 wurde sie von Johann Friedrich Schulze aus Paulinzella umgebaut und auf 46 Register verkleinert. Nach weiteren Veränderungen 1875 durch August Ferdinand Wäldner wurde 1897 durch Wilhelm Rühlmann ein neues Orgelwerk mit pneumatischer Traktur, drei Manualen und 60 Registern hinter den barocken Prospekt gestellt. Seit 1984 befindet sich ein Orgelwerk der Firma VEB Schuke-Orgelbau Potsdam hinter dem historischen Prospekt aus dem Jahr 1715. Es wurde 2007 durch W. Sauer Orgelbau restauriert und neuintoniert. Es besitzt nun 4170 Pfeifen in 56 Registern, verteilt auf drei Manualen und Pedal. Die Disposition ist wie folgt:
| I Hauptwerk |                |        |
| 1.          | Prinzipal      | 16′    |
| 2.          | Oktave         | 8′     |
| 3.          | Rohrflöte      | 8′     |
| 4.          | Dulzflöte      | 8′     |
| 5.          | Nasat          | 5 1⁄3′ |
| 6.          | Oktave         | 4′     |
| 7.          | Spitzflöte     | 4′     |
| 8.          | Quinte         | 2 ⁄3′  |
| 9.          | Oktave         | 2′     |
| 10.         | Großmixtur VI  |        |
| 11.         | Kleinmixtur IV |        |
| 12.         | Trompete       | 16′    |
| 13.         | Trompete       | 8′     |

| II Schwellwerk |                  |       |
| 14.            | Bordun           | 16′   |
| 15.            | Holzprinzipal    | 8′    |
| 16.            | Spillpfeife      | 8′    |
| 17.            | Gambe            | 8′    |
| 18.            | Oktave           | 4′    |
| 19.            | Nachthorn        | 4′    |
| 20.            | Trichterpfeife   | 4′    |
| 21.            | Sesquialtera III |       |
| 22.            | Oktave           | 2′    |
| 23.            | Waldflöte        | 2′    |
| 24.            | Quinte           | 1 ⁄3′ |
| 25.            | Septime          | 1 ⁄7′ |
| 26.            | Mixtur VI        |       |
| 27.            | Bombarde         | 16′   |
| 28.            | Oboe             | 8′    |
| 29.            | Schalmei         | 4′    |
|                | Tremulant        |       |

| III Oberwerk |               |        |
| 30.          | Prinzipal     | 8′     |
| 31.          | Gedackt       | 8′     |
| 32.          | Quintadena    | 8′     |
| 33.          | Oktave        | 4′     |
| 34.          | Rohrflöte     | 4′     |
| 35.          | Nasat         | 2 ⁄3′  |
| 36.          | Spitzflöte    | 2′     |
| 37.          | Terz          | 1 3⁄5′ |
| 38.          | Sifflöte      | 1′     |
| 39.          | Scharff V     |        |
| 40.          | Dulcian       | 16′    |
| 41.          | Trichterregal | 8′     |
|              | Tremulant     |        |

| Pedal |                |         |
| 42.   | Prinzipalbaß   | 16′     |
| 43.   | Offenbaß       | 16′     |
| 44.   | Subbaß         | 16′     |
| 45.   | Quinte         | 10 2⁄3′ |
| 46.   | Oktave         | 8′      |
| 47.   | Baßflöte       | 8′      |
| 48.   | Oktave         | 4′      |
| 49.   | Rohrpommer     | 4′      |
| 50.   | Bauernflöte    | 2′      |
| 51.   | Baß-Zinke III  |         |
| 52.   | Hintersatz III |         |
| 53.   | Mixtur V       |         |
| 54.   | Posaune        | 16′     |
| 55.   | Trompete       | 8′      |
| 56.   | Clairon        | 4′      |

- Koppeln:
  - Normalkoppeln: II/I, III/I, III/II, I/P, II/P, III/P
  - Suboktavkoppeln: III/I, III/II, III/III
  - Superoktavkoppeln: II/I, II/II
- Spielhilfen: Zungenabsteller, Setzerkombination (4000 Kombinationen) mit USB-Speicher-Stick, Sequenzer Rückwärts/Vorwärts

Von 1746 bis 1764 arbeitete Wilhelm Friedemann Bach als Organist in der Marktkirche. Er wird auch der „hallesche Bach“ genannt.

### Reichel-Orgel

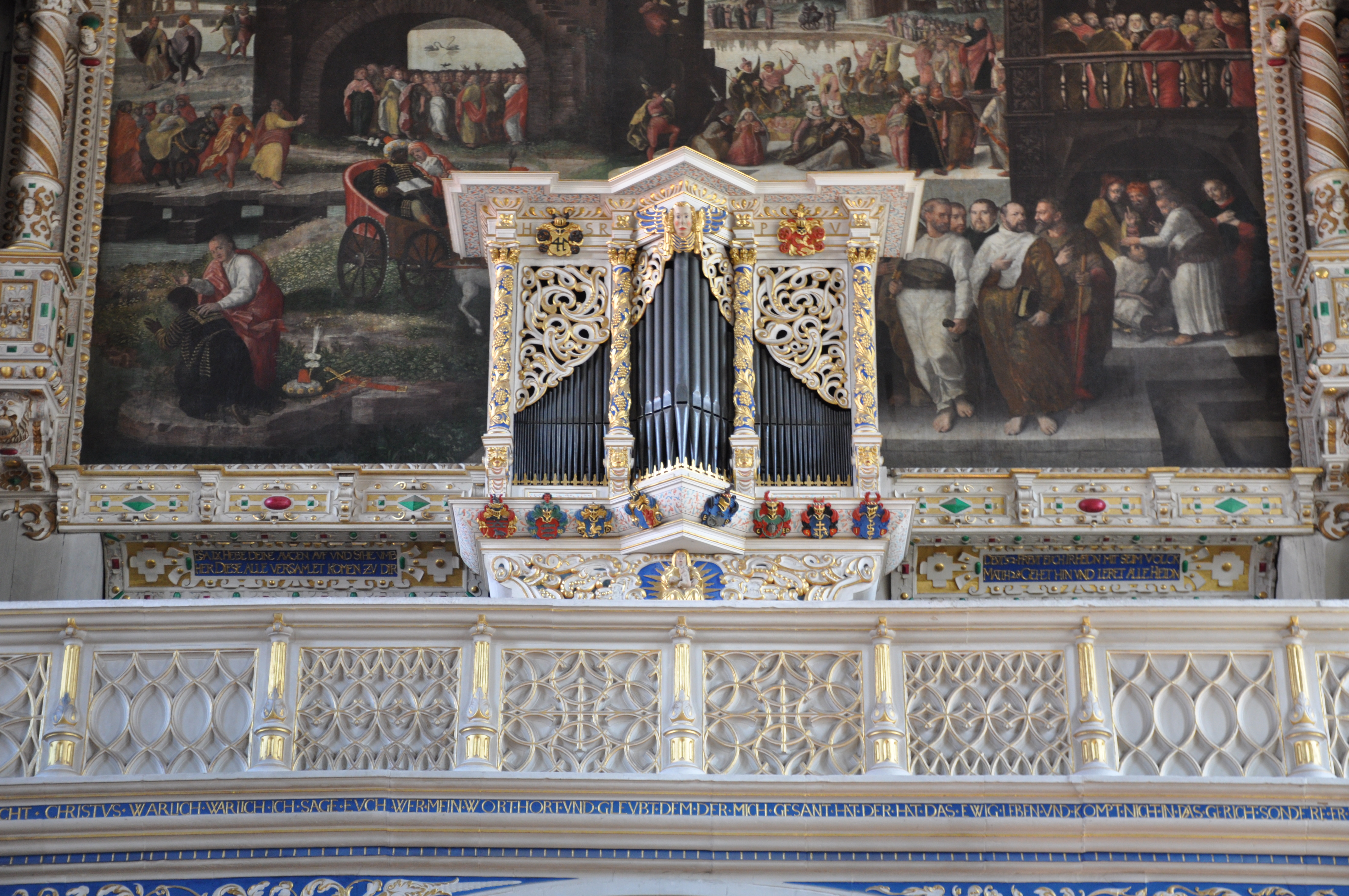
Historische Reichel-Orgel

Auf der Ostempore gegenüber der großen Schuke-Orgel befindet sich in Form einer Altarorgel ein Positiv des Orgelbauers Georg Reichel. Es wurde von 1663 bis 1664 für 200 Taler erbaut. Die pedallose Orgel verfügt über sechs Register und ist auf den Cornettton gestimmt, wodurch die auf ihr gespielten Werke ungefähr eine kleine Terz höher klingen, als sie das Notenbild vorschreibt.
Bei ihrer Restaurierung in den Jahren 1971–1972 durch die Firma A. Schuke entschloss man sich, sie mitteltönig zu stimmen, wie es zur Zeit des Baues der Orgel üblich war.
Das Instrument hat folgende Disposition:
| Manual CD – c3 |                 |             |
| 1.             | Grobgedackt     | 8'          |
| 2.             | Principal       | 4'          |
| 3.             | Spillflöte      | 4'          |
| 4.             | Octave          | 2'          |
| 5.             | Sesquialtera II | 13/5′+11/2′ |
| 6.             | Superoctave     | 1'          |

Auf der Reichel-Orgel, die eine der ältesten in Mitteldeutschland ist, erlernte der junge Georg Friedrich Händel das Orgelspiel. Am 24. Februar 1685 wurde Händel in der Marktkirche getauft, später übernahm er eine Organistenstelle im Halleschen Dom.

## Glocken

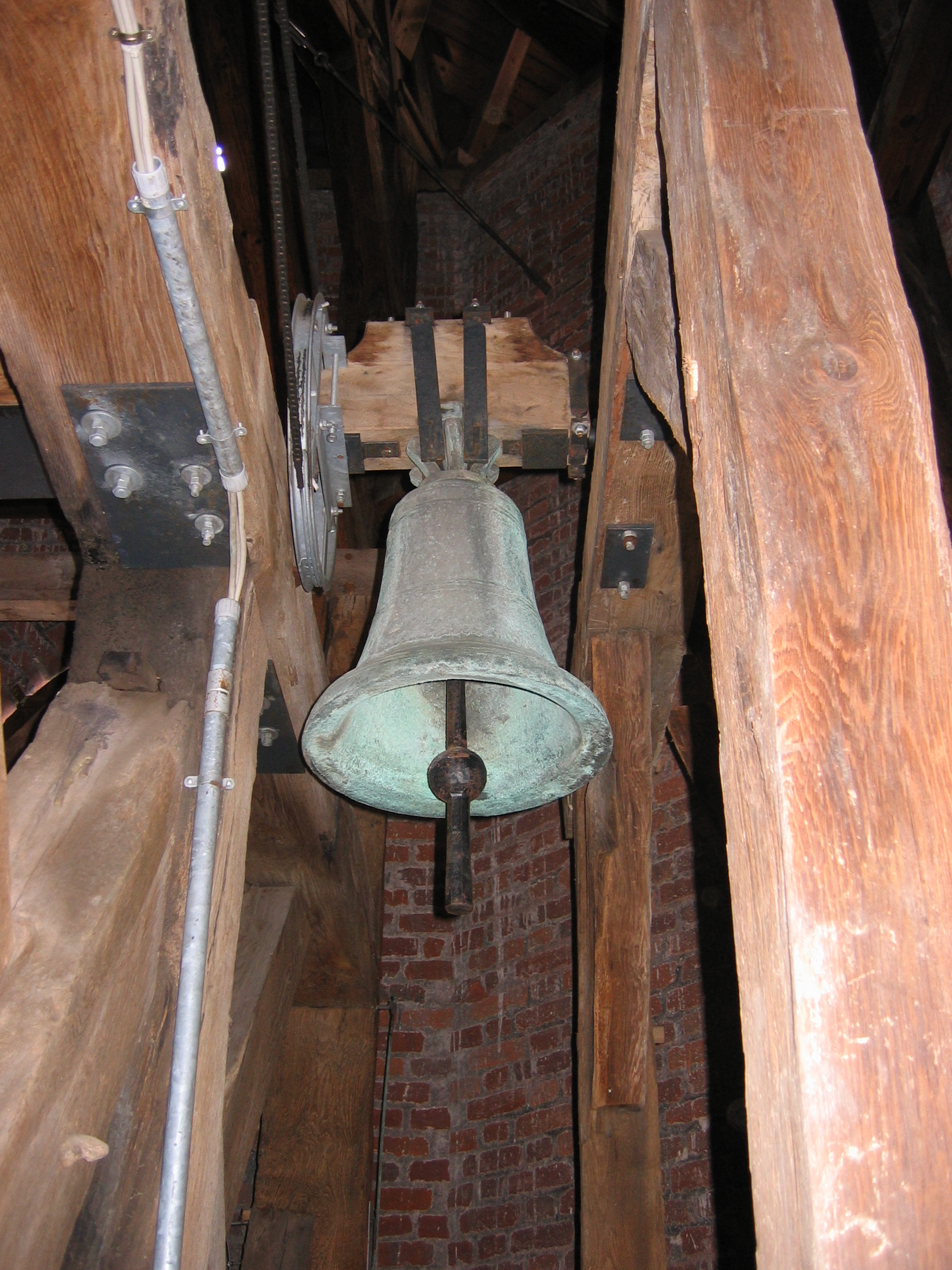
Die kleine Bittglocke präsentiert sich in der sogenannten Zuckerhutform.

In den Blauen Türmen hängen vier Glocken. Die kleinste und zugleich älteste von ihnen ist die Bittglocke und stammt aus der Zeit um 1300. Sie wurde in der zeittypischen Zuckerhutform gegossen. Früher nannte man sie auch als Pfänner-, Particulier-, Pestglocke oder Signirglöcklein.
Die im Nordturm befindliche Glocke wurde gemäß ihrer Inschrift im Jahre 1420 am Vorabend Johannes des Täufers, dem 23. Juni, gegossen. Sie stammt ebenfalls aus der Zeit der vormaligen Gertrudenkirche. Dies spiegelt sich in ihren kunsthistorisch bedeutsamen Glockenritzzeichnungen wider, u. a. in einer Darstellung der heiligen Gertrud mit einem Kirchenmodell auf der Hand.
Zusammen mit der Bittglocke hängen noch zwei weitere Glocken im historischen Holzglockenstuhl des Südturmes. 1674 goss Jacob Wenzel aus Magdeburg aus der 1484 gegossenen, jedoch seit 1657 gesprungenen Osanna (185 Zentimeter) eine neue Fest- und Trauerglocke für die Buß- und hohen Festtage sowie für herausragende Begräbnisse. 1685 entstand die Vesperglocke, die für die Geläute zur Mette und Vesper unter der Woche sowie bei Trauerfällen bestimmt war. Jacob Wenzel versuchte, mit der bestehenden Glocke von 1420 einen Dreiklang zu erzielen.
In den beiden Hausmannstürmen hängt jeweils eine Schlagglocke: die Sturmglocke im südlichen und die Stundenglocke aus dem 13. Jahrhundert im nördlichen Hausmannsturm. Beide Glocken sind jedoch außer Betrieb.
| Name         | Gießer, Gussjahr   | Durchmesser (mm) | Gewicht (kg) | Schlagton (16tel) | Inschrift (besonderer Zierrat) |
| ------------ | ------------------ | ---------------- | ------------ | ----------------- | --- |
| Große Glocke | Jacob Wenzel, 1674 | 1.740            | 3.001        | a0 +1             | AD SACRA SVMMA VOCO, GENERALIA FVNERA PLANGO, HORAS DESIGNO NOCTVRNAS ATQVE DIVRNAS (Gnadenstuhl/Dreifaltigkeit)                                                              |
| –            | anonym, 23.06.1420 | 1.780            | 3.888        | cis1 +4           | O REX GLORIE VEN[I CUM PACE] (Kreuzigungsszene, hl. Gertrud mit Kirchenmodell)                                                                                                |
| Vesperglocke | Jacob Wenzel, 1674 | 1.130            | 870          | eis1 +13          | QVOTIDIANA. VOCANS. AD. SACRA. ET. FVNERA. PLANGENS. IN. PLEBIS. RESONO. NVMINIS. ATQVE. DECVS. (Mose, Johannes der Täufer, Muttergottes, Zyklus aus 6 Passionsdarstellungen) |
| Bittglocke   | anonym, um 1300    | 0480             | 96           | ca. c3            | VOX. EGO. VOX. VITE. VOCO. VOS. ORATE. VENITE. |

Im Jahre 2004 – 450 Jahre nach der Fertigstellung der Marktkirche – erklangen nach der Reparatur der Glockenstühle die vier Glocken der Blauen Türme nach langer Zeit des Schweigens wieder. Damit konnte ein alter Hallenser Ausspruch wieder Wirklichkeit werden:

„Sankt Moritz hat das schönste Gebäud’,
Sankt Ulrich hat das schönste Geschmeid’,
Sankt Marien aber hat das schönste Geläut’.“

## Allgemeines

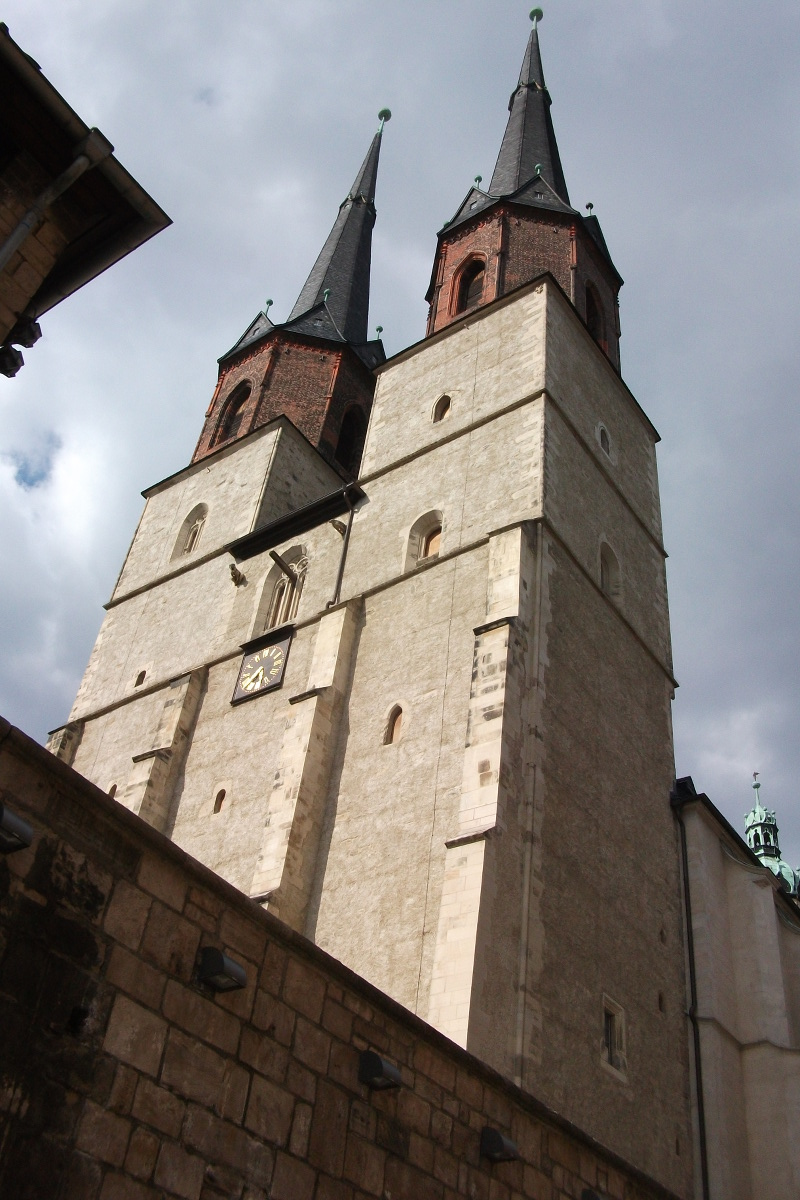
Westliche Türme der Marktkirche in Halle (Saale)

An der Ostseite nahe dem Treppentürmchen in der Nordostecke befindet sich ein Relief aus dem Jahre 1583. Es zeigt hier zum ersten Mal die mittelalterliche Sage vom „Esel, der auf Rosen geht“. Später wurde dieses hallesche Stadtsymbol oft aufgegriffen und als Thema wiedergegeben, so unter anderem am Eselsbrunnen.
Der Umstand, dass das westliche Turmpaar leicht schief steht, hat seine Ursache in einer tektonischen Störung, der Halleschen Marktplatzverwerfung, die den Marktplatz quert.
Es finden regelmäßig Turmbesteigungen der knapp 60 Meter hohen Hausmannstürme statt. Von den Galerien der Türme an der auf 43 Meter Höhe gelegenen Türmerwohnung und von der Brücke zwischen den Türmen kann die ganze Stadt überblickt werden.
Die Marktkirche Unser Lieben Frauen ist zusammen mit der Moritzburg und den Franckeschen Stiftungen eine von drei Stationen des Lutherweges Sachsen-Anhalt in Halle.

## Die Kirche in Rundfunk und Fernsehen
Am 23. April 2023 sendeten das MDR Fernsehen und das Hörfunkprogramm MDR Kultur den Gottesdienst der Kirchgemeinde als Direktübertragung.

## Rezeption
- Türme über der Stadt (Halle), Gemälde von Lyonel Feininger (1931)